# Noturus gilberti
Noturus gilberti és una espècie de peix de la família dels ictalúrids i de l'ordre dels siluriformes.

## Morfologia
Els mascles poden assolir els 10 cm de llargària total.

## Distribució geogràfica
Es troba a Nord-amèrica: Virgínia i Carolina del Nord (Estats Units).